# مرلين كاجيكي
المرلين الكاجيكي (الاسم العلمي: Kajikia) هو جنس من الأسماك يتبع فصيلة الأسماك المرلينية من رتبة الفرخيات.

## أنواع المرلين الكاجيكي
- مرلين كاجيكي أطلسي
- مرلين كاجيكي مخطط